# Нувістор

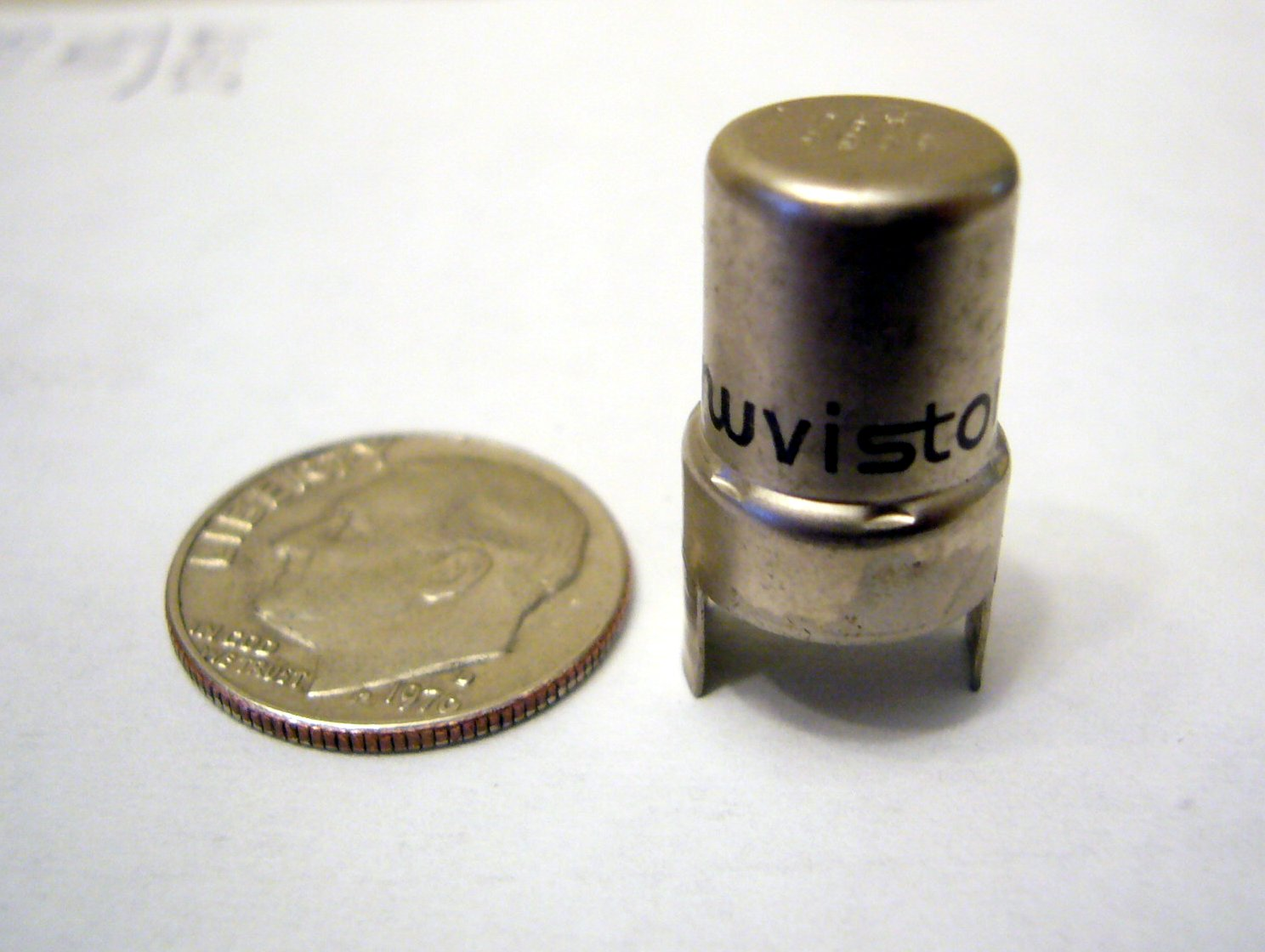

Нувістор (від італ. nuóvo — новий і італ. vista — вигляд) — надмініатюрна металокерамічна електронна лампа. Основними частинами є анод, катод та одна (тріод) або дві (тетрод) сітки циліндричної форми, закріплені на керамічній основі у металевому балоні. Висота лампи найчастіше 20 — 25 мм. Відзначаються стійкістю проти дії радіоактивного випромінювання, вібрації, у них низький рівень електричних шумів. Частота підсилюваних ними електронних коливань не перевищує звичайно 800 МГц. Нувістор застосовують головним чином у малогабаритній радіоелектронній апаратурі підвищеної надійності .